# Mah Cavus
Il Mah Cavus è una depressione presente sulla superficie di Tritone, il principale satellite naturale di Nettuno; il suo nome deriva da quello di Mah, il pesce che, secondo la mitologia persiana, regge l'intero universo.